# Liste der Naturdenkmale in Anhausen
Die Liste der Naturdenkmale in Anhausen nennt die im Gemeindegebiet von Anhausen ausgewiesenen Naturdenkmale (Stand 9. Oktober 2013).

## Naturdenkmale
| Nr.         | Bezeichnung | Lage                                     | Beschreibung | Bild                                    |
| ----------- | ----------- | ---------------------------------------- | ------------ | --------------------------------------- |
| ND-7138-438 | Linde       | westlich des Ortes; Flur Braunsberg Lage | Tilia sp.    | Direkt Bild zu diesem Denkmal hochladen |